# 泰國長春置地
泰國長春置地有限公司，是由華潤集團有限公司，以及泰國明泰集團股份有限公司合營企業。

## 历史
是在1989年成立，也是唯一最大海外物業項目。主要資產曼谷长春广场、Conrad Bangkok酒店和服务公寓、曼谷华润大厦、明泰大厦、资本大厦，泰國皇室高爾夫球會等。值得一提，明泰集團創辦人李景河二兒子李天城，是本集團董事一職，也是明泰集團和華潤集團合營的，暹罗挽那地产有限公司董事的。
2011年5月，以及11月華潤物業有限公司、華潤營造(控股)有限公司，以及泰國長春置地有限公司(All Seasons Property Co.Ltd)合併，進一步擴充業務範圍。

## 外部連結
- 泰國長春置地有限公司 （页面存档备份，存于）